# 菲茨羅維亞
菲茨羅維亞（英語： /fɪtsˈroʊvɪə/）是位於倫敦市中心的一個地區，部分屬於西敏市，部分則屬於康登倫敦自治市。這裡是一個綜合用途地區，集合了居住、商業、零售、教育和醫療用地，並沒有一個突出的用途。歷史上這裡是一個波希米亞地區，一些文化人如維吉尼亞·吳爾芙、蕭伯納和阿蒂爾·蘭波曾在此居住。菲茨羅維亞是倫敦最富裕的地區之一。英國電信塔位於這裡。

## 外部連結
- Fitzrovia Neighbourhood Association （页面存档备份，存于）
- Fitzrovia Residents Association
- The Fitzrovia Partnership
- Fitzrovia Community Centre
- Fitzrovia West Neighbourhood Forum